# Pokémon Mystery Dungeon: Esploratori del cielo
Pokémon Mystery Dungeon: Esploratori del cielo (ポケモン不思議のダンジョン 空の探検隊?, Pokemon Fushigi no Danjon: Sora no Tankentai) è un videogioco della serie Pokémon creato dalla Nintendo per Nintendo DS. È il seguito di Pokémon Mystery Dungeon: Esploratori del tempo ed Esploratori dell'oscurità e il quinto titolo della serie Pokémon Mystery Dungeon.

## Trama
Prima che uscisse il videogioco, la rivista giapponese CoroCoro Comic aveva già confermato come Pokémon iniziali del gioco buona parte dei Pokémon presenti nelle versioni precedenti: Bulbasaur, Charmander, Squirtle, Pikachu, Eevee, Chikorita, Cyndaquil, Totodile, Treecko, Torchic, Mudkip, Skitty (presenti da Squadra Rossa e Blu), Turtwig, Chimchar e Piplup (da Esploratori del tempo e dell'oscurità). I Pokémon aggiunti sono Vulpix, Phanpy, Shinx, Riolu, Meowth e Munchlax.
La trama di Esploratori del cielo non differisce molto da quella dei due titoli precedenti.

## Caratteristiche

Immagine di gioco

Oltre a quanto già presente in Esploratori del tempo e Esploratori dell'oscurità, sono state introdotte alcune novità rispetto ai titoli precedenti:
- Completando la prima parte della trama del gioco e soddisfacendo particolari condizioni, si potrà accedere al villaggio di Shaymin (Shaymin Village), da cui è possibile arrivare al Picco del Cielo (Sky Peak). Nei Dungeon oltre il villaggio si possono trovare delle casse vuote, i Doni Cielo, che se inviati ad uno dei team di esplorazione presenti nel gioco o attraverso la comunicazione Wireless DS fanno apparire un dono a chi li riceve;
- È possibile inviare livelli demo tramite Comunicazione Wireless DS;
- Una volta sconfitti, vengono persi solamente metà dei soldi posseduti;
- È stato inserito il Caffè di Spinda (Spinda's Café) dove è possibile controllare gli incarichi disponibili. Inoltre si può consegnare del cibo a Spinda per ottenere una bevanda che può aumentare le statistiche di chi la beve. Alla destra del locale è possibile riciclare vecchi oggetti per ottenerne di nuovi;
- È inoltre presente il Bazar Segreto (Secret Bazaar), un luogo che si trova in posizioni sempre differenti all'interno dei Dungeon. Al suo interno è possibile farsi curare completamente da Mime Jr., comprare un pacco sorpresa da Swalot, far pulire uno strumento viscido da Lickilicky o fuggire dal Dungeon grazie a uno Shedinja;
- Si possono trovare delle bottiglie lungo la spiaggia; al loro interno è presente un foglio con una missione;
- È possibile ascoltare le musiche del gioco utilizzando il Jukebox Cielo (Sky Jukebox);
- È stato inoltre aggiunto il Pokémon Shaymin, assente nei titoli precedenti.[1][2] Appare inoltre una statua raffigurante il Pokémon leggendario Arceus[3], la cui distribuzione per i videogiochi Pokémon Diamante e Perla e Pokémon Platino è iniziata nel 2009.[4]
- Tramite il menù iniziale è possibile accedere ad episodi speciali, ottenibili nel corso del gioco. In tali episodi s'impersoneranno altri personaggi: Bidoof, Wigglytuff, Sunflora, il Team Malia, Grovyle e Dusknoir;
- Sono stati introdotti i similstrumenti che, al contrario degli strumenti, producono effetti differenti (spesso negativi) sui Pokémon. Ad esempio la Baccarancida, provoca la diminuzione dei PS.